# أنجيوستاتين
الأنجيوستاتين هو بروتين طبيعي يوجد في العديد من أنواع الحيوانات، بما في ذلك البشر. وهو مثبط لتكوين الأوعية الدموية الداخلية (أي أنه يمنع نمو الأوعية الدموية الجديدة). وقد أجريت تجارب سريرية لاستخدامه في العلاجات المضاد للسرطان.

## بناء
الأنجيوستاتين عبارة عن جزء يبلغ وزنه 38 كيلو دالتون من بروتين أكبر، وهو البلازمين (وهو في حد ذاته جزء من البلازمينوجين ) يحيط بثلاثة إلى خمسة وحدات كرينجل متجاورة. تحتوي كل وحدة على ورقتين بيتا صغيرتين وثلاث روابط ثاني كبريتيد .  
يشكل K1-3 "هيكلًا يشبه الوعاء المثلث" للأنجيوستاتين.  يتم تثبيت هذا الهيكل من خلال التفاعلات بين الببتيدات بين الكرينجل والكرينجلز، على الرغم من أن مجالات الكرينجل لا تتفاعل بشكل مباشر مع بعضها البعض. ينقسم الأنجيوستاتين فعليًا إلى جانبين. يتواجد الموقع النشط لـ K1 على جانب واحد، بينما تتواجد المواقع النشطة لـ K2 وK3 على الجانب الآخر. ومن المفترض أن يؤدي هذا إلى وظيفتين مختلفتين للأنجيوستاتين. يُعتقد أن الجانب K1 مسؤول بشكل أساسي عن تثبيط تكاثر الخلايا، بينما يُعتقد أن الجانبين K2-K3 مسؤولان بشكل أساسي عن تثبيط هجرة الخلايا. 
هناك أربعة متغيرات هيكلية مختلفة للأنجيوستاتين تختلف في تركيبة مجالات كرينجل: K1-3، K1-4، K1-5، K1-4 مع جزء من K-5. يساهم كل مجال كرينجل بعنصر مختلف من تثبيط السيتوكين. أظهرت الدراسات الحديثة من خلال الأنجيوستاتين المعاد تركيبه أن K1-3 هو المحور الرئيسي للطبيعة المثبطة للأنجيوستاتين. 

## الجيل
يتم إنتاج الأنجيوستاتين، على سبيل المثال، عن طريق الانقسام البروتيني الذاتي للبلازمينوجين، والذي ينطوي على اختزال رابطة ثاني كبريتيد خارج الخلية بواسطة فوسفوجليسيرات كيناز . علاوة على ذلك، يمكن تقسيم الأنجيوستاتين من البلازمينوجين بواسطة ميتالوبروتينازات مختلفة (MMPs)، أو الإيلاستاز ، أو مستضد البروستاتا النوعي (PSA)، أو بروتياز سيرين 13 KD، أو إندوببتيديز 24KD.[أي منها؟]

## النشاط البيولوجي
على الرغم من أن الآليات الدقيقة لعمل الأنجيوستاتين لم يتم فهمها بشكل كامل حتى الآن، إلا أن هناك ثلاث آليات عمل مقترحة. آلية العمل المقترحة الأولى هي أن الأنجيوستاتين يرتبط بمركب F1-FoATP synthase الموجود في الميتوكوندريا وعلى الغشاء الخلوي للخلايا الظهارية والذي لا يثبط إنتاج ATP في الخلايا السرطانية فحسب، بل يثبط أيضًا قدرة الخلية على الحفاظ على درجة الحموضة الحمضية للخلايا السرطانية. يمكن أن يؤدي عدم القدرة على تنظيم درجة الحموضة داخل الخلايا إلى بدء عملية موت الخلايا المبرمج.  آلية عمل مقترحة أخرى هي أن الأنجيوستاتين قادر على تقليل هجرة الخلايا الظهارية عن طريق الارتباط بـ avB3-integrins.  ومع ذلك، أظهرت الدراسات أن integrins avB3 ليست ضرورية بشكل حاسم لتكوين الأوعية الدموية، لذا هناك حاجة إلى مزيد من التحقيق للتأكد من كيفية تثبيط integrins avB3 لمنع هجرة الخلايا الظهارية.  آلية عمل مقترحة أخرى هي أن الأنجيوستاتين يرتبط بالأنجيوموتين (AMOT) وتنشيط كيناز الالتصاق البؤري (FAK). لقد ثبت أن FAK يعزز تثبيط تكاثر الخلايا وهجرتها، ولكن الافتقار إلى المعرفة حول كيفية عمل الأنجيوستاتين والأنجيوموتين يتطلب إجراء أبحاث إضافية. 
من المعروف أن الأنجيوستاتين يرتبط بالعديد من البروتينات، وخاصة الأنجيوموتين و ATP synthase على سطح الخلايا البطانية، ولكن أيضًا مع الإنتغرينات ، والمرفقين الثاني، ومستقبل C-met، والبروتيوغليكان NG2 ، ومنشط البلازمينوجين من النوع النسيجي، والبروتيوغليكان كبريتات الكوندرويتين، وCD26. بالإضافة إلى ذلك، قد ترتبط أجزاء أصغر من الأنجيوستاتين بالعديد من البروتينات الأخرى. لا يزال هناك قدر كبير من عدم اليقين بشأن آلية عملها، ولكن يبدو أنها تنطوي على تثبيط هجرة الخلايا البطانية،  والانتشار وتحفيز موت الخلايا المبرمج . وقد تم اقتراح أن نشاط الأنجيوستاتين مرتبط، من بين أمور أخرى، بربط خصائصه الميكانيكية وخصائص الأكسدة والاختزال. 

## وصلات خارجية
- Angiostatins في المكتبة الوطنية الأمريكية للطب نظام فهرسة المواضيع الطبية (MeSH).

قالب:Angiogenic proteinsقالب:Beta globulinsقالب:Antiangiogenics